# Ivona Krogliac

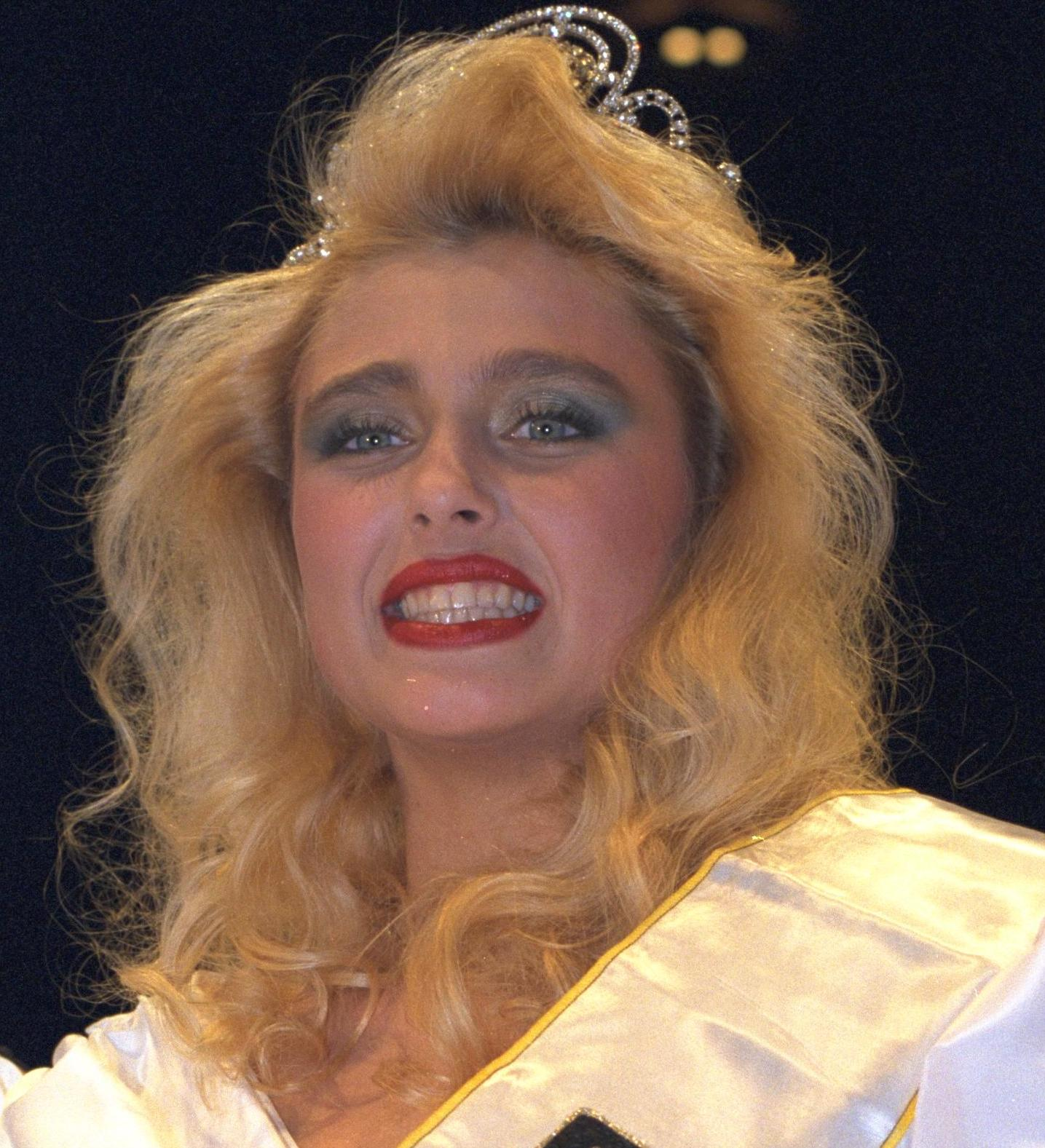
Ivona Krogliac (1990)

Ivona Krogliac  (* 25. August 1971 in Lettland) ist ein lettisch-israelisches Model.

## Leben
Krogliac wurde als Tochter einer Familie geboren, die nach Israel auswanderte, als sie zwei Jahre alt war. Sie diente in der israelischen Armee im Nachrichtenkorps. 1990 gewann sie den „Miss Israel“-Wettbewerb und vertrat Israel bei den „Miss Universe“-Wahlen 1990. Dann arbeitete sie als Model, unter anderem für eine Kosmetikfirma und in der Fernsehwerbung. Sie spielte in der Fernsehserie Deep Blue mit, die vom israelischen Sender Hot ausgestrahlt wurde.

## Belege
1. ↑  Artikel auf Ivrit.
2. ↑  Ivona Krogliac bei IMDb

| Personendaten    | Personendaten               |
| ---------------- | --------------------------- |
| NAME             | Krogliac, Ivona             |
| KURZBESCHREIBUNG | lettisch-israelisches Model |
| GEBURTSDATUM     | 25. August 1971             |
| GEBURTSORT       | Lettland                    |